# Lista do patrimônio histórico da Paraíba
Essa é uma sublista da lista do patrimônio histórico, arqueológico, etnográfico, paisagístico, de belas-artes e de artes aplicadas tombado no Brasil para o estado brasileiro da Paraíba.
| Município              | Monumento ou obra                                       | Esfera   | Ano  | Uso atual |
| ---------------------- | ------------------------------------------------------- | -------- | ---- | --------- |
| Aparecida              | Fazenda Acauã                                           | Federal  | 1967 | —         |
| Areia                  | Conjunto Histórico, Urbanístico e Paisagístico de Areia | Federal  | 2005 | —         |
| Cabedelo               | Forte de Santa Catarina do Cabedelo                     | Federal  | 1938 | —         |
| Cabedelo               | Igreja de Nossa Senhora dos Navegantes - Ruínas         | Federal  | 1938 | —         |
| Cruz do Espírito Santo | Capela Nossa Senhora das Batalhas                       | Federal  | 1938 | —         |
| Guarabira              | Catedral de Nossa Senhora da Luz                        | Estadual | 1980 | —         |
| Ingá                   | Inscrições pré-históricas do Rio Ingá                   | Federal  | 1944 | —         |
| João Pessoa            | Igreja de Nossa Senhora da Misericórdia                 | Federal  | 1938 | —         |
| João Pessoa            | Hotel Globo                                             | Estadual | 1980 | —         |
| João Pessoa            | Igreja da Ordem Terceira de São Francisco               | Federal  | 1938 | —         |
| João Pessoa            | Capela do Engenho da Graça                              | Federal  | 1938 | —         |
| João Pessoa            | Sobrado Peregrino de Carvalho                           | Federal  | 1938 | —         |
| João Pessoa            | Igreja da Ordem Terceira do Carmo                       | Federal  | 1938 | —         |
| João Pessoa            | Casa da Pólvora                                         | Federal  | 1941 |           |
| João Pessoa            | Fonte do Tambiá                                         | Federal  | 1941 | —         |
| João Pessoa            | Convento e Igreja de Santo Antônio                      | Federal  | 1952 | —         |
| João Pessoa            | Teatro Santa Rosa                                       | Estadual | 1998 | —         |
| João Pessoa            | Igreja de São Bento                                     | Federal  | 1957 | —         |
| João Pessoa            | Casa Nº30 na Praça do Erário                            | Federal  | 1971 | —         |
| João Pessoa            | Fábrica de Vinho de Caju Tito Silva & Cia               | Federal  | 1984 | —         |
| João Pessoa            | Centro Histórico de João Pessoa                         | Federal  | 2008 | —         |
| Lucena                 | Igreja de Nossa Senhora da Guia                         | Federal  | 1949 | —         |
| Pilar                  | Casa de Câmera e Cadeia de Pilar                        | Federal  | 1941 | —         |
| Santa Rita             | Capela Nossa Senhora do Socorro                         | Federal  | 1938 | —         |
| Santa Rita             | Capela de São Gonçalo                                   | Federal  | 1955 | —         |
| Santa Rita             | Forte Velho                                             | Federal  | 1938 | —         |
| Umbuzeiro              | Conjunto da Estação Experimental João Pessoa            | Estadual | 2002 | —         |
| Umbuzeiro              | Casa onde nasceu o Presidente João Pessoa               | Estadual | 2002 | —         |

## Fonte
- «IPHAN»

## Legislação
Lei Federal nº 25, de 30 de novembro de 1937